# Flaggen und Wappen der australischen Bundesstaaten und Territorien

Flagge Australiens

Diese Liste zeigt und erläutert die Flaggen und Wappen der australischen Bundesstaaten und Territorien.

## Gestaltung
Die Flaggen der australischen Bundesstaaten sind gleich aufgebaut: Auf einer Blue Ensign wird ein Emblem gezeigt, das meist aus dem so genannten Colony Badge, dem Erkennungszeichen der jeweiligen Kolonie, hervorging. Bei allen Flaggen ist das Seitenverhältnis 1:2.
Demgegenüber stehen die Flaggen der beiden australischen Territorien, die einander in ihrem Aufbau ähneln und jüngeren Datums sind.

## Liste
| Bundesstaat / Territorium    | Flagge                                  | Wappen | Anmerkungen |
| ---------------------------- | --------------------------------------- | ------ | --- |
| Australian Capital Territory | Flagge des Australian Capital Territory |        | Die Flagge des Australian Capital Territory wurde durch jene des Northern Territory inspiriert. Abgebildet sind in Gold das leicht modifizierte Stadtwappen von Canberra und in Blau das Sternbild Kreuz des Südens. Das Wappen des Australian Capital Territory gilt sowohl für das australische Hauptstadtterritorium als auch für die Hauptstadt Canberra. 1928 wurde der siegreiche Entwurf nach London geschickt, um ihn prüfen zu lassen. Das Wappen wurde nach kleineren Änderungen genehmigt und am 7. November 1928 offiziell eingeführt. Englisches Motto: „For the King, the Law and the People“ (Für den König, das Gesetz und das Volk) |
| New South Wales              | Flagge von New South Wales              |        | Das Emblem der Flagge von New South Wales zeigt das Georgskreuz mit einem heraldischen Löwen umgeben von vier achtzackigen Sternen. Eine nähere Bedeutung ist nicht bekannt. Lateinisches Motto im Wappen von New South Wales: Motto: Orta Recens Quam Pura Nites (Newly Risen, How Brightly You Shine.) |
| Northern Territory           | Flagge des Northern Territory           |        | Die Flagge des Northern Territory unterscheidet sich von den üblichen Blue-Ensign-Motiven. Im ockerfarbenen Feld ist die landestypische Pflanze Sturt's Desert Rose abgebildet, im schwarzen Feld das Kreuz des Südens. Wappen des Northern Territory |
| Queensland                   | Flagge von Queensland                   |        | Das Emblem der Flagge von Queensland zeigt ein blaues Malteserkreuz und eine Krone, die auf den Status des Gouverneurs als Repräsentant des britischen Monarchen hinweist. Lateinisches Motto im Wappen von Queensland: Audax at Fidelis (Bold but Faithful – Kühn aber treu) |
| South Australia              | Flagge von South Australia              |        | Auf der Flagge von South Australia ist ein gelbes Emblem mit einem einheimischen Vogel, dem Flötenvogel, abgebildet. Wappen von South Australia |
| Tasmanien                    | Flagge von Tasmanien                    |        | Die Flagge von Tasmanien trägt ein Emblem mit einem roten heraldischen Löwen, der möglicherweise einen Bezug zu England herstellt. Lateinisches Motto im Wappen von Tasmanien: Ubertas et Fidelitas (Fertility and Faithfulness – Fruchtbarkeit und Treue) |
| Victoria                     | Flagge von Victoria                     |        | Die Krone über dem Kreuz des Südens auf der Flagge von Victoria verweist auf den Status des Gouverneurs als Repräsentant des britischen Monarchen. Die Flagge gilt als richtungweisend in der Flaggengeschichte Australiens. Englisches Motto im Wappen von Victoria: Peace and Prosperity (Frieden und Wohlstand) |
| Western Australia            | Flagge von Western Australia            |        | Der auf der Flagge von Western Australia abgebildete Schwarzschwan war bereits in den 1830er Jahren das Symbol der Kolonie Swan River Settlement am Swan River. Wappen von Western Australia |